# George Spencer (2e comte Spencer)
Pour les articles homonymes, voir George Spencer et Spencer.
Pour les autres membres de la famille, voir Famille Spencer.
George John Spencer (1er septembre 1758 – 10 novembre 1834), 2e comte Spencer, vicomte Althorp de 1765 à 1783, est un homme politique Whig britannique. Il est Home Secretary entre 1806 et 1807 dans le « Ministère de tous les talents ». Il a donné son nom à une veste courte croisée et à un golfe.

## Biographie

### Origines et jeunesse

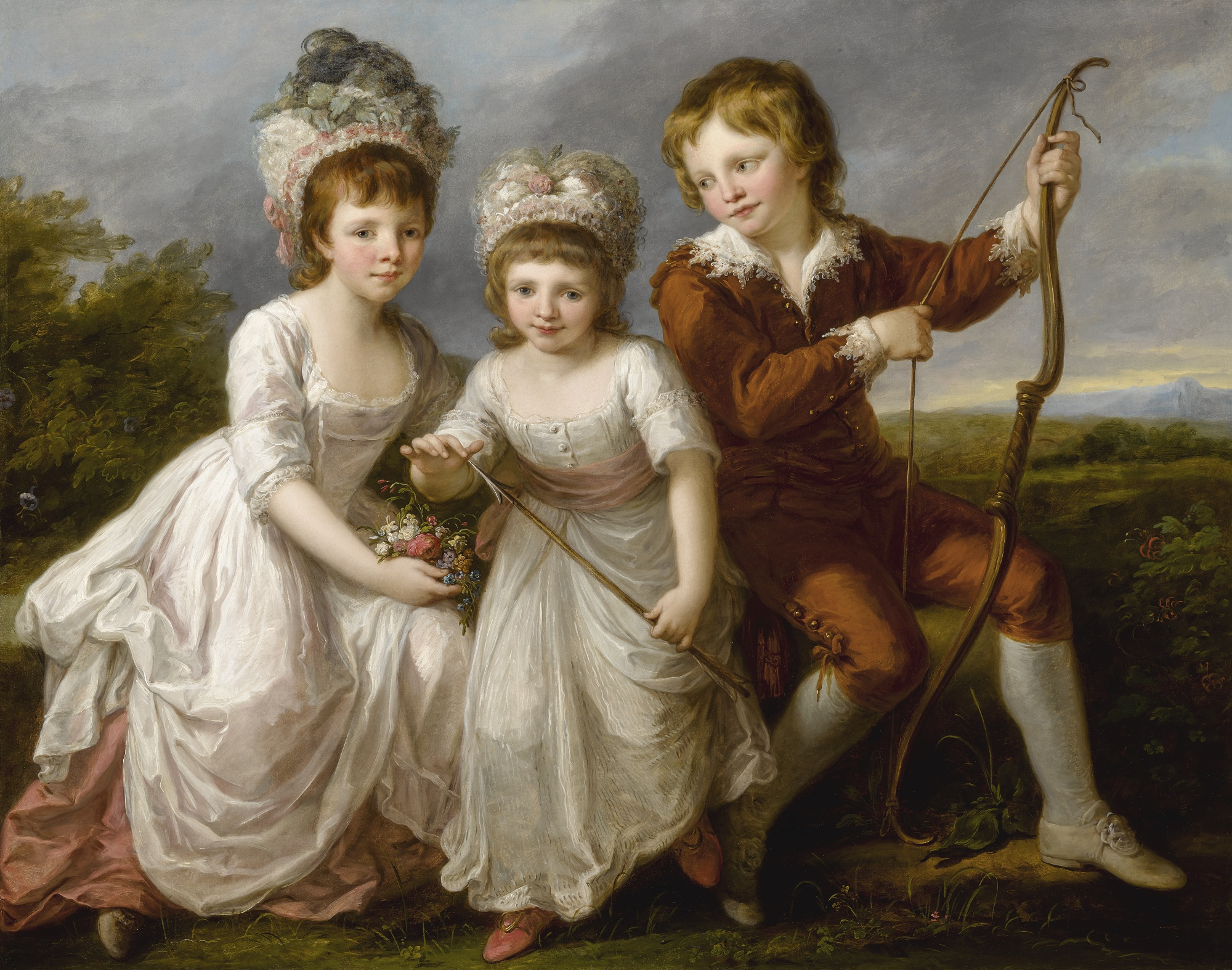
Trois enfants, probablement
Lady Georgiana Spencer, Lady Henrietta
et George, vicomte Althrop
Angelica kauffmann, après 1766
Collection privée

Lord Spencer naît à Wimbledon Park, Londres. Il est le fils de John Spencer (1er comte Spencer) et de sa femme Margaret Georgiana Poyntz (en), fille de Stephen Poyntz, il est baptisé dans cette ville le 16 octobre 1758. Ses parrains sont le roi George II, le comte Cowper (le deuxième époux de sa grand-mère) et sa grand-tante la douairière vicomtesse Bateman. Sa sœur, Lady Georgiana, épouse le duc de Devonshire, William Cavendish et devient une célèbre hôte des salons Whig.
Il est éduqué à Harrow School entre 1770 et 1775 et remporte Silver Arrow (flèches d'argent - prix de tir à l'arc) en 1771. Il étudie ensuite au Trinity College à Cambridge de 1776 à 1778 dont il sort diplômé avec un Master of Arts. Il devient comte à la mort de son père en 1783.

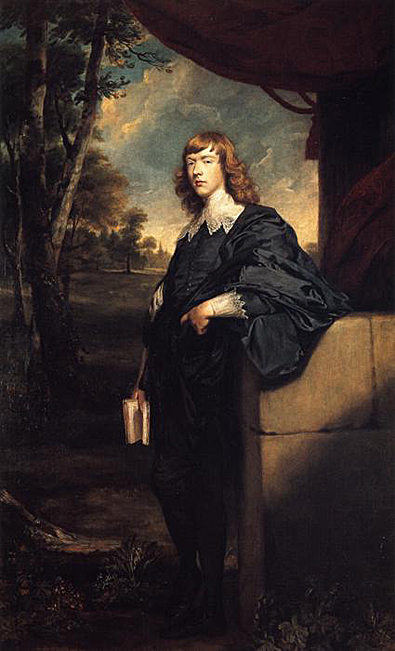
Lord Althorp
par Thomas Gainsborough, v. 1775

### Carrière politique
Lord Spencer est élu député whig pour Northampton entre 1780 et 1782 et pour Surrey entre 1782 et 1783. Il entre au conseil privé en 1794 et sert sous William Pitt le Jeune comme Lord Privy Seal en 1794 et comme First Lord of the Admiralty entre 1794 et 1801. Il est par la suite Home Secretary entre 1806 et 1807 sous Lord Grenville dans le « Ministère de tous les talents ».

### Autres charges publiques
Lord Spencer est également High Steward de St Albans entre 1783 et 1807, maire de St Albans in 1790, président de la Royal Institution entre 1813 et 1825 et Commissaire des Public Records en 1831. Il devient membre de la Royal Society en 1790 et est fait Chevalier de la Jarretière en 1799.

### Collection de livres
Il est célèbre pour son intérêt pour la littérature et en particulier pour les premiers ouvrages imprimés des Presses aldines.
Georges Spencer préside le Roxburghe Club fondé par Dibdin, vice-président du club, en 1812.
Sa collection de plus de 40 000 volumes est mise en vente en 1892 et acquise par Mrs Rylands pour la John Rylands Library.

## Famille
Lord Spencer épouse Lady Lavinia Bingham (1762-1831), fille de Charles Bingham (1er comte de Lucan), le 6 mars 1781. De cette union naissent neuf enfants :
- John Charles Spencer, 3e comte Spencer (1782-1845) ;
- Lady Sarah Spencer (1787-1870), elle épouse William Lyttelton (3e baron Lyttelton), dont postérité ;
- Hon. Richard Spencer (1789-1791), mort jeune ;
- Capitaine Hon. Sir Robert Cavendish Spencer (1791–1830), mort sans postérité ;
- Hon. William Spencer (n. & m. 1792), mort jeune ;
- Lady Harriet Spencer (m. & m. 1793), morte jeune ;
- Lady Georgiana Charlotte Spencer (1794-1823), elle épouse George Quin, fils de Thomas Taylour (1er marquis de Headfort), dont postérité ;
- Vice-Admiral Frederick Spencer, 4e comte Spencer (1798-1857) ;
- Le Very Reverend Hon. Georges Spencer (plus tard connu sous le nom de Père Ignatius Spencer (1799–1864), mort sans descendance.

Lady Spencer meurt en juin 1831, à l'âge de 68 ans. Lord Spencer lui survit trois ans et meurt en novembre 1834, à l'âge de 76 ans, à Althorp; il est enterré dans le village de Great Brington situé à proximité le 19 novembre de cette même année.

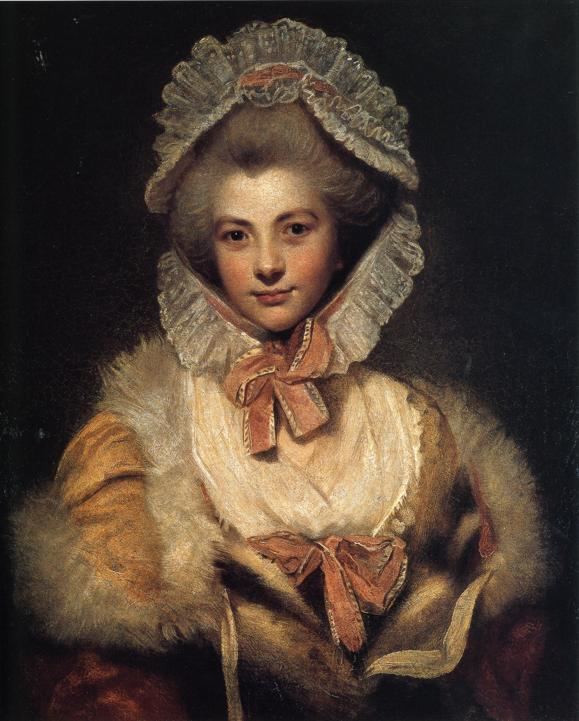
Lady Lavinia Bingham par Joshua Reynolds, 1781
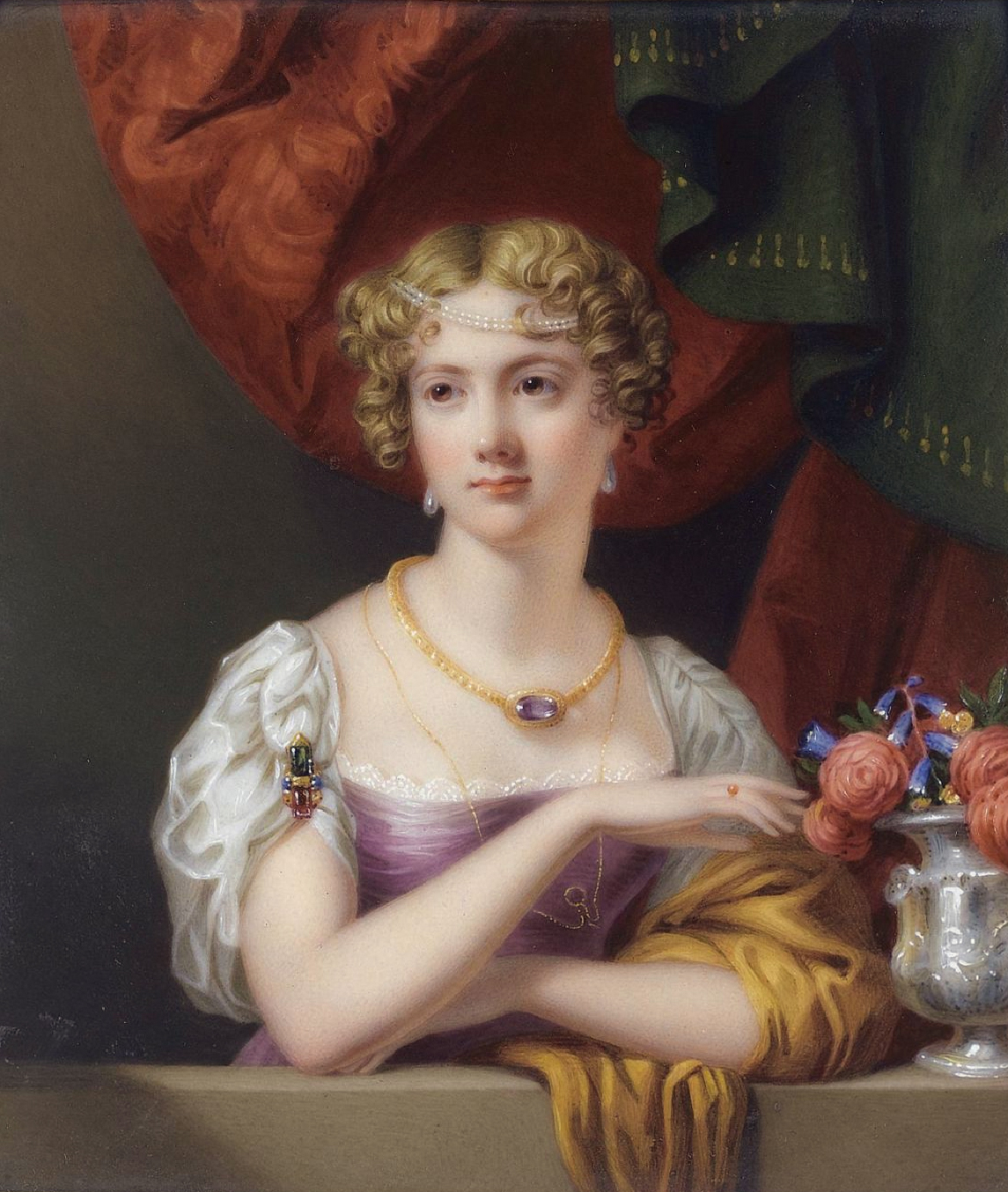
Georgiana Charlotte par Henry Pierce Bone, 1783